# FA Women's League Cup
FA Women's League Cup er en pokalturnering i engelsk kvindefodbold. Turneringen var i starten for de otte hold i FA WSL, men efter at WSL blev udvidet til to divisioner, har den bestået af 23 hold.
Sponsoren Continental AG blev annonceret den 19. august 2011, og det betyder, at turneringens navn er FA WSL Continental Tyres Cup af sponsor årsager.
Der er spillet ti udgaver, hvor Arsenal har vundet fem finaler.

## Liste over finaler
Kun Chelsea, Arsenal og Manchester City har vundet pokalturneringen. Birmingham City har indtil videre tabt tre finaler.
| Sæson            | Vinder          | Resultat       | Toer            | Stadion                            | Tilskuere |
| ---------------- | --------------- | -------------- | --------------- | ---------------------------------- | --------- |
| 2011             | Arsenal         | 4–1            | Birmingham City | Pirelli Stadium, Burton upon Trent | 2.167     |
| 2012             | Arsenal         | 1–0            | Birmingham City | Underhill Stadium, London          | 2.535     |
| 2013             | Arsenal         | 2–0            | Lincoln         | The Hive, London                   | 3.421     |
| 2014             | Manchester City | 1–0            | Arsenal         | Adams Park, High Wycombe           | 3.697     |
| 2015             | Arsenal         | 3–0            | Notts County    | New York Stadium, Rotherham        | 5.028     |
| 2016             | Manchester City | 1–0 (efs)      | Birmingham City | Academy Stadium, Manchester        | 4.214     |
| 2018             | Arsenal         | 1–0            | Manchester City | Adams Park, High Wycombe           | 2.136     |
| 2019             | Manchester City | 0–0 (4–2 str.) | Arsenal         | Bramall Lane, Sheffield            | 2.424     |
| 2019–20 (Finale) | Chelsea         | 2–1            | Arsenal         | City Ground, Nottingham            | 6.743     |
| 2020–21          | Chelsea         | 6–0            | Bristol City    | Vicarage Road, Watford             | 0         |

1. ↑  Finalen i 2021 blev spillet bag lukkede døre pga. coronaviruspandemien.